# Gottfried Prehauser
Gottfried Prehauser (né le 8 novembre 1699 à Vienne, mort le 29 janvier 1769 à Vienne) est un acteur et écrivain autrichien.

## Biographie
Gottfried Prehauser est le fils d'un gardien d'un comte et devient très tôt un page en Hongrie. À l'âge de 17 ans, il entre dans une compagnie de tournée et apparaît d'abord dans la banlieue de Vienne, où il joue les amoureux et les princes. Après des apparitions au Théâtre de marionnettes de Vienne, il est comédien itinérant dans le sud de l'Allemagne et en Autriche. En 1720, il devient directeur de la troupe Hilverding où il joue Hans Wurst à Salzbourg. Il se fait remarquer avec ce rôle, tout comme Josef Anton Stranitzky. Il repart sur les routes de la Bohême, de Moravie et d'Allemagne jusqu'à son arrivée à Vienne en 1725  au Theater am Kärntnertor, où Stranitzky en fait son successeur. À la mort de ce dernier l'année suivante, il dirige la Teutschen Comödianten.
Prehauser est un excellent improvisateur mais joue aussi des pièces, notamment de Gotthold Ephraim Lessing et il écrit des pièces satiriques et humoristiques, des bouffonneries d'après le théâtre populaire viennois.
En 1912, une rue de Vienne dans le quartier de Hietzing est baptisé à son nom.

## Source, notes et références
- (de) Cet article est partiellement ou en totalité issu de l’article de Wikipédia en allemand intitulé « Gottfried Prehauser » (voir la liste des auteurs).